# Ligne Kikuchi
La ligne Kikuchi (菊池線, Kikuchi-sen) est une ligne ferroviaire située dans la préfecture de Kumamoto au Japon. Elle relie la gare de Kami-Kumamoto à Kumamoto à la gare de Miyoshi à Kōshi. La ligne est exploitée par la compagnie Kumamotodentetsu (Kumaden).

## Histoire
La ligne est ouverte par étapes en 1913 et 1950.

## Caractéristiques

### Ligne
- Longueur : 10,8 km
- Écartement : 1 067 mm
- Alimentation : 600 V cc par caténaire
- Nombre de voies : voie unique

### Gares
La ligne comporte 16 gares.
| Numéro | Gare                    | Nom japonais       | Distance (km) | Correspondances                               | Localisation |
| ------ | ----------------------- | ------------------ | ------------- | --------------------------------------------- | ------------ |
| KD01   | Kami-Kumamoto           | 上熊本             | 0             | JR Kyushu : Kagoshima Tramway de Kumamoto : B | Kumamoto     |
| KD02   | Kankanzaka              | 韓々坂             | 0,7           |                                               | Kumamoto     |
| KD03   | Ikeda                   | 池田               | 1,4           |                                               | Kumamoto     |
| KD04   | Uchigoshi               | 打越               | 2,1           |                                               | Kumamoto     |
| KD05   | Tsuboigawa-kōen         | 坪井川公園         | 2,6           |                                               | Kumamoto     |
| KD08   | Kita-Kumamoto           | 北熊本             | 3,4           | Kumaden : Fujisaki (interconnexion)           | Kumamoto     |
| KD10   | Kamei                   | 亀井               | 4,6           |                                               | Kumamoto     |
| KD11   | Hakenomiya              | 八景水谷           | 5,0           |                                               | Kumamoto     |
| KD12   | Horikawa                | 堀川               | 5,9           |                                               | Kumamoto     |
| KD13   | Shin-Suya               | 新須屋             | 6,9           |                                               | Kōshi        |
| KD14   | Suya                    | 須屋               | 7,4           |                                               | Kōshi        |
| KD15   | Mitsuishi               | 三ツ石             | 8,2           |                                               | Kōshi        |
| KD16   | Kuroishi                | 黒石               | 9,0           |                                               | Kōshi        |
| KD17   | Kumamotokōsen-mae       | 熊本高専前         | 9,9           |                                               | Kōshi        |
| KD18   | Saishun Iryō Center Mae | 再春医療センター前 | 10,3          |                                               | Kōshi        |
| KD19   | Miyoshi                 | 御代志             | 10,8          |                                               | Kōshi        |